# Gentiana kurroo
Gentiana kurroo là một loài thực vật có hoa trong họ Long đởm. Loài này được Royle mô tả khoa học đầu tiên năm 1835.